# Бобруйский завод весоизмерительных приборов
ОАО «Бобруйский завод весоизмерительных приборов» («Весоприбор») (бел. ААТ «Бабруйскі завод вагавымяральных прыбораў» («Вагапрыбор»)) — белорусское машиностроительное предприятие, располагавшееся в городе Бобруйске Могилёвской области в 1926—2007 годах.

## История
В 1926 году в Бобруйске была основана артель «Красный жестянщик» (впоследствии — «Красный металлист»), которая в 1956 году была преобразована в весовой завод. Первоначально завод входил в «Белметаллотрест» Министерства местной и топливной промышленности БССР, в 1957 году передан в подчинение СНХ БССР. В 1965 году завод передан в союзное подчинение — Главному управлению по производству приборов для измерения механических величин и испытательной техники Министерства приборостроения, средств автоматизации и систем управления СССР, с 1971 года — в составе «Союзточмашприбора» того же министерства. В 1969—1978 годах завод был реконструирован, были построены новые производственный корпуса инструментального, заготовительно-штамповочного, сварных конструкций, приборного цехов. В 1981 году завод переименован в Бобруйский завод весовых приборов «Весоприбор». Завод входил в состав Министерства приборостроения, средств автоматизации и систем управления СССР, в 1985 году был передан в состав Могилёвского производственного объединения «Техноприбор». С 1991 года — в подчинении Госкомитета Республики Беларусь по промышленности и межотраслевым производством. В 1994 году предприятие преобразовано в открытое акционерное общество и передано в подчинение Министерства промышленности Республики Беларусь. По состоянию на 2005 год выпускал весы для взвешивания скота, торговые настольные весы, циферблатные настольные весы, товарные, тензометрические автомобильные, вагонные и другие виды весов.
В 2000-е годы экономическое положение предприятия ухудшилось. В 2006 году просроченная кредиторская задолженность предприятия была реструктуризована. В 2007 году «Весоприбор» имел большую кредиторскую задолженность, из-за чего не мог закупать новое сырьё, что привело к началу работы по ликвидации предприятия. Оборудование ликвидированного завода выкупило ОАО «Бобруйскагромаш».
Как юридическое лицо компания была упразднена в 2014 году.